# Technische Werke Osning
Die Technische Werke Osning GmbH (TWO) ist ein kommunales Energieversorgungsunternehmen und Infrastruktur-Dienstleister der ostwestfälischen Stadt Halle (Westf.).

## Unternehmen
Das Aufgabengebiet der Technische Werke Osning GmbH umfasst die Versorgung von Privat- und Geschäftskunden mit Strom, Erdgas und Wasser sowie die Wärmeversorgung im Rahmen der Kraft-Wärme-Kopplung durch Blockheizkraftwerke. Darüber hinaus betreibt die Gesellschaft seit 1987 das Freizeitbad Lindenbad. Die T.W.O. Technische Werke Osning GmbH ist ein 100-prozentiges Tochterunternehmen der Stadt Halle (Westf.). Der Aufsichtsrat wird von Mitgliedern des Stadtrates und Vertretern der Stadtverwaltung gebildet. Vorsitzende des Aufsichtsrates ist Kirsten Witte.

## Geschichte
1898 als „Städtische Centrale“ gegründet, firmierte die Stromversorgung der Stadt Halle (Westf.) 1958 in „Elektrizitätsversorgung der Stadt Halle“ um. 1972 wurden daraus die „Stadtwerke Halle“, ein städtischer Eigenbetrieb. Dieser wurde 1996 aus dem Rathaus ausgegliedert und firmiert seitdem als T.W.O. Technische Werke Osning GmbH.

## Stromversorgung
Das Versorgungsgebiet der T.W.O. Technische Werke Osning GmbH besteht aus zwei physikalisch getrennten Stromnetzen. Ein Netz umfasst den Ortsteil Künsebeck mit dem Zulieferer Stadtwerke Bielefeld GmbH und gehört zur Regelzone E.ON. Das zweite Netz besteht aus dem Stadtgebiet Halle und den Ortsteilen Bokel, Hesseln, Hörste und Kölkebeck mit dem Zulieferer RWE Westfalen-Weser-Ems AG und gehört zur Regelzone RWE. Das gesamte Verteilungsnetz erstreckt sich über 568 Kilometer, die Netzlast betrug im Jahr 2015 130,2 Mio. kWh. Im Haller Netz finden sich auch mehrere, zumeist private Stromerzeugungsanlagen, wie rund 408 Solaranlagen, 8 Biomasseanlagen, 1 Deponieentgasung, 4 Windkraftanlagen mit 4 Windrädern sowie 25 Blockheizkraftwerken. Am TWO-eigenen Stromnetz hängen zudem rund 3.008 städtische Straßenlaternen.
Nach § 42 Energiewirtschaftsgesetz (EnWG) vom 7. Mai 2005 sind alle Energieversorgungsunternehmen in Deutschland seit 15. Dezember 2005 verpflichtet, die Herkunft ihres Stroms zu veröffentlichen. Die aktuelle Stromkennzeichnung der T.W.O. Technische Werke Osning GmbH wird auf deren Homepage veröffentlicht.

## Erdgasversorgung
Die T.W.O. Technische Werke Osning GmbH betreibt in Halle (Westf.) ein rund 190 Kilometer langes Rohrnetz zur Versorgung von Haushalten, Unternehmen und öffentliche Einrichtungen mit Erdgas. Rund 60 Prozent aller Gebäude sind angeschlossen, aktuell etwa 3.595. Angeschlossen ist auch eine 24-Stunden-Erdgas-Tankstelle, die im Oktober 2004 in Zusammenarbeit mit der Aral AG und der RWE Westfalen-Weser-Ems AG in Betrieb genommen wurde. Das örtliche Erdgasnetz ist über zwei Übergabestationen im Stadtgebiet an das innerdeutsche Erdgasnetz angebunden. Die nutzbare Erdgasabgabe betrug im Jahr 2015 140,4 Mio. kWh.

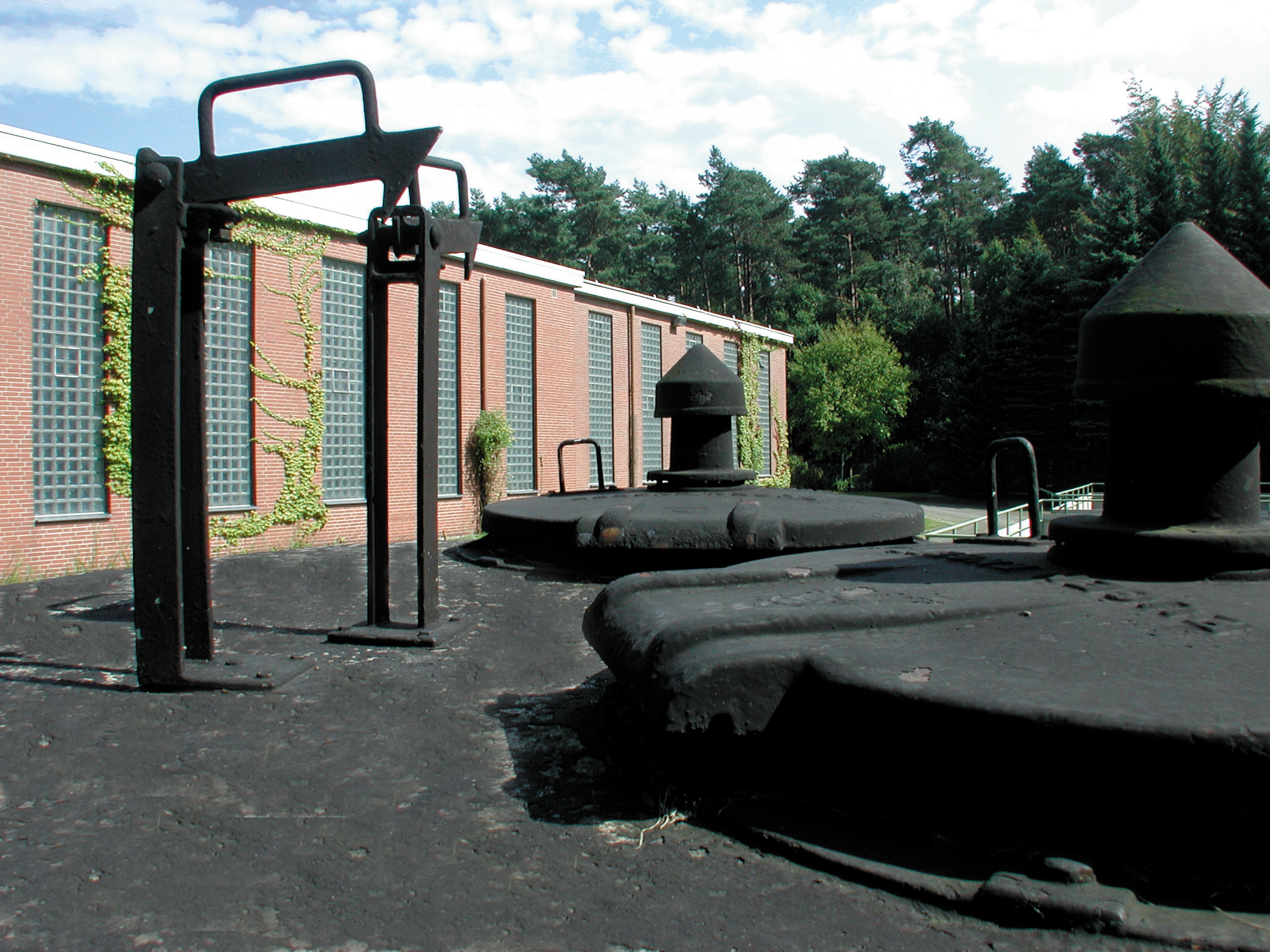
Wasserwerk der Stadt Halle (Westf.)

## Wasserversorgung
Das Rohrnetz, mit dem nahezu alle Haushalte und Gewerbe der Stadt Halle (Westf.) an die Brunnen der TWO angeschlossen sind, umfasst eine Länge von 290 Kilometern. Für zusätzliche Versorgungssicherheit sorgt ein Wasserverbund mit den Nachbarkommunen Borgholzhausen und Steinhagen. Das TWO-eigene Wasserwerk fördert pro Jahr rund eine Million Kubikmeter Grundwasser. Insgesamt zwölf Brunnen fördern südlich der Stadt Wasser aus rund 20 Metern Tiefe. Das Wasser wird vom Wasserwerk aus über eine vier Kilometer lange Rohrleitung in die 190 Meter über dem Meeresspiegel liegenden Hochbehälter im Norden der Stadt gepumpt. Dort und im Wasserwerk können in sieben Zwischenbehältern bis zu 4.200 Kubikmeter Wasser vorgehalten werden. Die nutzbare Wasserabgabe betrug im Jahr 2015 1,0395 Milliarden Kubikmeter.

## Contracting
Seit 2004 hat die Technische Werke Osning GmbH Contracting-Angebote für Industrie und Gewerbe, Kommunen und öffentliche Einrichtungen sowie gewerbliche Vermieter. Die stehen Kunden zur Verfügung, deren Heizungsanlage eine Leistung von mindestens 100 kW hat.